# 和田義胤
和田 義胤 （わだ よしたね、生没年不詳）は、鎌倉時代の武将。通称四郎。市川義胤とも。兄に和田義盛。子に胤定がいる。
杉本義宗の四男として生まれる。市川姓を名乗っており、下総国（千葉県市川市）に住んだと考えられる。子孫は北条貞時の怒りを受け伊勢国奄芸郡稲生村に移り住み稲生姓を名乗った。